# Rancio
 (mars 2016).
Un rancio est un vin, ou un spiritueux, ayant subi un élevage oxydatif[réf. nécessaire]. Cette oxydation recherchée diffère de la madérisation accidentelle qui « casse » un vin.

## Étymologie
Le mot vient de l’espagnol rancio qui signifie « rance, vieilli ».

## Élevage du vin

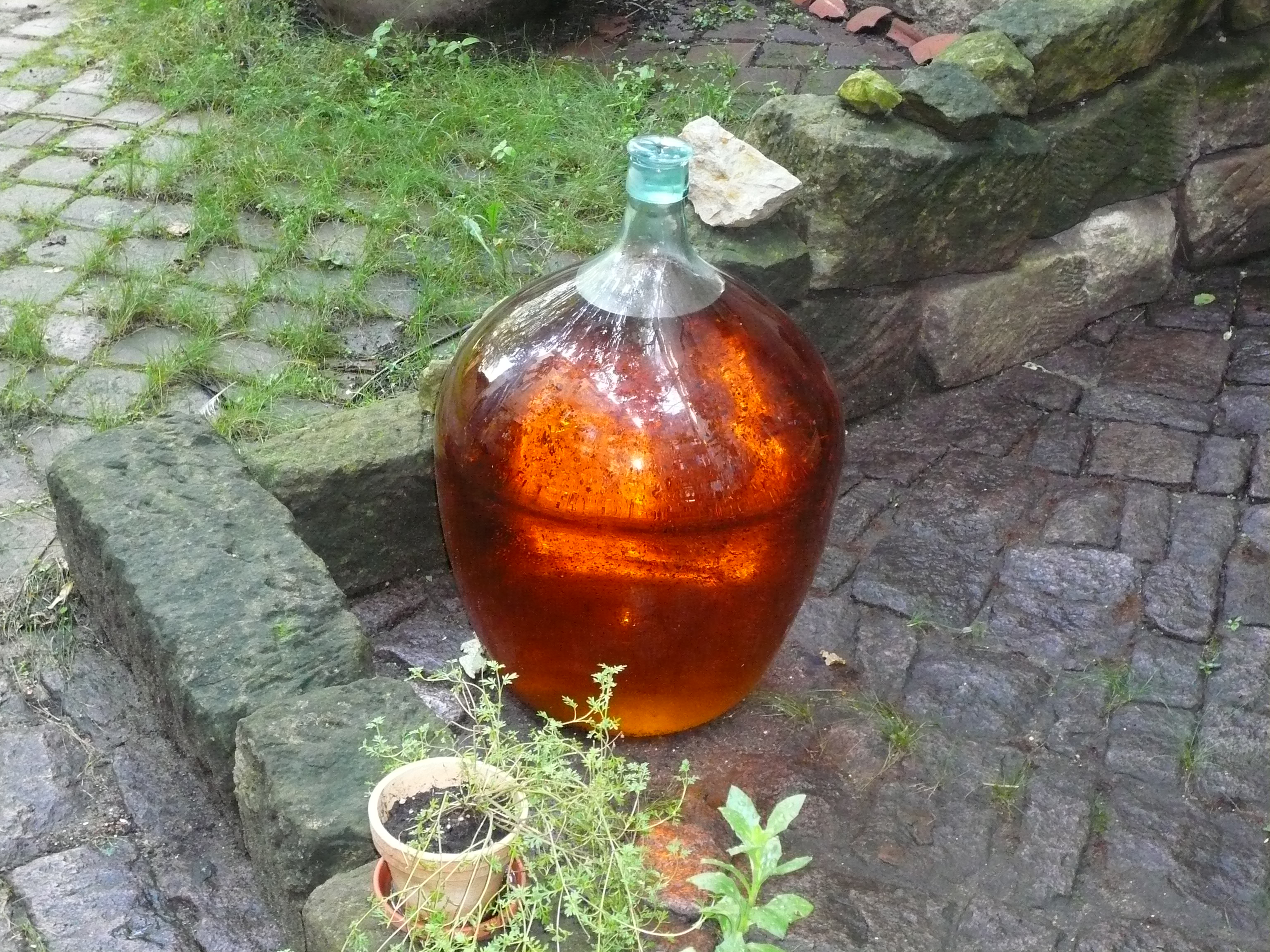
Vin blanc rancio, devenu ambré.

L'élevage dans des fûts en chêne pendant plusieurs mois, ou années, est à l'origine de la plupart des arômes donnant le rancio, même si ce type d'arômes complexes est la rencontre entre une ou des variétés de raisin, un climat, un terroir, les actions du vigneron en amont et du maître de chai en aval, ainsi que la typicité des fûts de chêne.
L'action lente et prolongée de l'oxygène modifie les molécules du vin. Le fruité tend vers des arômes de fruits secs : noix, amande, figue, raisin sec… Des arômes « cuits » apparaissent : torréfaction, cacao… La couleur se modifie. Un vin blanc s'assombrit vers le doré, puis l'ambré. Un vin rouge perd ses nuances violettes, vers un rouge rubis, puis acajou. La teinte s'éclaircit vers une couleur ambrée. Ainsi, après plusieurs dizaines d'années de vieillissement, un vin rouge et un vin blanc peuvent avoir une couleur très voisine, avec tous les deux des notes délicates de rancio. Le rancio n'est jamais agressif en bouche, tout en étant plus ou moins prononcé selon la boisson.
Ce type d'élevage se retrouve notamment dans le porto, le madère, le vin de voile. On trouve aussi du rancio dans certains[pas clair] pineaux des Charentes et certains flocs de Gascogne[réf. nécessaire].
La molécule en partie responsable de l'arôme de rancio est le sotolon.